# 솝두

솝두

솝두(Sopdu, Septu, Sopedu)는 고대 이집트 신화에서 여름 태양의 그을리는 열기를 의미한다. 이집트에서 태양의 이글거림은 전쟁을 의미하였기 때문에, 전쟁의 신으로 숭배받았다.

## 같이 보기
- 이집트 신화
- 태양
- 일광욕